# Fremdsprachenuniversität Tianjin
Die Fremdsprachenuniversität Tianjin (chinesisch 天津外国语大学, Pinyin Tiānjīn Wàiguóyǔ Dàxué), umgangssprachlich Tianwai (天外), ist eine Universität in Tianjin, China. Sie bietet Studiengänge im Bereich der Geisteswissenschaften, mit einem Schwerpunkt auf Fremdsprachen.

## Geschichte
Die Geschichte geht auf eine Sprachschule der ehemaligen Handelsuniversität Tianjin zurück. 1946 wurde das Fächerspektrum der Schule um westliche Sprachen erweitert. 1964 wurde sie in eine Hochschule mit staatlichen Abschlüssen umgewandelt und erhielt 2010 schließlich den Universitätsstatus.

## Schulen und Studium
Die Universität ist auf zwei Standorte in Tianjin verteilt, mit einem Campus nahe dem alten Stadtzentrum und einem weiteren in Binhai. Sie ist in 14 Fakultäten organisiert und bietet sowohl Bachelor- als auch Masterstudien an.
Die gelehrten Sprachen umfassen Englisch, Japanisch, Französisch, Koreanisch, Russisch, Deutsch, Spanisch, Italienisch, Portugiesisch, Arabisch und Swahili.